# جان-باول دوبريه
جان-باول دوبريه هو متقاعد ‏ وسياسي فرنسي، ولد في 5 فبراير 1944 في Davejean ‏ في فرنسا. نشط حزبياً في الحزب الاشتراكي.

## مناصب
- انتخب  خلال فترته النيابية ‏ (23 مارس 2014 – 17 مايو 2020).
- انتخب  لترشحه ضمن قائمة ليمو، خلال فترته النيابية ‏ (23 مارس 2014 – ).
- انتخب نائب فرنسي عن دائرة Aude's 3rd constituency [الإنجليزية]‏ خلال فترته النيابية (20 يونيو 2012 – 20 يونيو 2017).
- انتخب نائب فرنسي عن دائرة Aude's 3rd constituency [الإنجليزية]‏ خلال فترته النيابية [الإنجليزية]‏ (20 يونيو 2007 – 19 يونيو 2012).
- انتخب نائب فرنسي عن دائرة Aude's 3rd constituency [الإنجليزية]‏ خلال فترته النيابية  [لغات أخرى]‏ (19 يونيو 2002 – 19 يونيو 2007).
- انتخب Mayor of Limoux ‏ (20 مارس 1989 – ).
- انتخب نائب فرنسي عن دائرة Aude's 3rd constituency [الإنجليزية]‏ خلال فترته النيابية  [لغات أخرى]‏ (12 يونيو 1997 – 18 يونيو 2002).